# R.U.T.A.
R.U.T.A. (Abkürzung von Ruch Utopii, Transcendencji, Anarchii lub Reakcyjna Unia Terrorystyczno Artystowska) ist ein polnisches Musik-Projekt, das historische bäuerliche Volkslieder und traditionelle Instrumente der polnischen Volksmusik mit Elementen des Punk verbindet. Das Projekt wurde initiiert von Maciej Szajkowski von Kapela ze Wsi Warszawa, der von einer großen Gruppe von Musikern der polnischen modernen Folklore-Szene sowie Sängern der legendären Punk-Gruppen Dezerter und Moskwa unterstützt wird. Die Abkürzung R.U.T.A. steht übersetzt für „Bewegung der Utopie, Transzendenz und Anarchie“ oder „Reaktive Terroristisch-Künstlerische Vereinigung“. Die Veröffentlichung der Gruppe werden begleitet von ausführlichen Text-Beilagen, in denen der historische Hintergrund – die Situation der polnischen, ukrainischen und weißrussischen Bauern in Zeiten der Leibeigenschaft – der Lieder dargestellt wird. Die vorherrschende Thematik der Lieder ist Klage, Auflehnung und Rebellion gegen die Unterdrückung infolge der Leibeigenschaft.
Das erste Album der Gruppe, Gore („Es brennt“), beinhaltet Lieder der polnischen Bauernschaft aus der Zeit zwischen dem 16. und 20. Jahrhundert. Auf dem zweiten Album, Na uschod („Gen Osten“), wurden traditionelle Bauernlieder aus der Ukraine, Russland und Belarus interpretiert, übersetzt von Jacek Podsiadło.

## Diskografie
- Gore – Pieśni buntu i niewoli XVI-XX wieku (2011, Karrot Kommando)
- Na uschod – Wolność albo śmierć (2012, Karrot Kommando)
- 400 lat (mit Paprika Korps; 2013, Karrot Kommando)